# La Vie privée de Valentin Kouziaïev
Pour plus de détails, voir Fiche technique et Distribution.
La Vie privée de Valentin Kouziaïev (Личная жизнь Кузяева Валентина, Lichnaya zhizn Kuzyaeva Valentina) est un film soviétique réalisé par Igor Maslennikov et Ilia Averbakh, sorti en 1967,.

## Fiche technique
- Titre français : La Vie privée de Valentin Kouzaïev[3]
- Photographie : Boris Timkovski
- Musique : Alexandre Kolkin
- Montage : V. Mironov